# Lipnica Wielka (powiat nowotarski)
Lipnica Wielka (węg. Alsó-Lipnicza, słow. Dolná Lipnica, Nižná Lipnica) – wieś łańcuchowa w Polsce, położona w województwie małopolskim, w powiecie nowotarskim, w gminie Lipnica Wielka.

## Położenie
Wieś leży w historycznym regionie Orawa, w dolinie potoku Lipnica. Miejscowość jest siedzibą gminy Lipnica Wielka. Do miejscowości należą przysiółki Piaskowa Polana i Styrułowa Polana.

## Historia
Początki osadnictwa Lipnicy Wielkiej datuje się na 1606 r., chociaż w rejestrze podatkowym „państwa” orawskiego z siedzibą na Zamku Orawskim wieś występuje dopiero od 1609 r. Podczas spisu podatkowego dokonanego w 1720 w ówczesnej Lipnicy Dolnej zarejestrowano 62 gospodarstwa (szacunkowo ok. 350 mieszkańców). Spis powszechny z lat 1780–1781 wykazał w Lipnicy Dolnej już 409 domów z 2650 mieszkańcami. Maksymalną liczbę ludności (3849 mieszkańców) osiągnęła wieś w 1841 r.
Do końca I wojny światowej Lipnica Wielka pod węgierską nazwą Alsólipnicza (Lipnica Dolna) pozostawała w granicach Królestwa Węgierskiego, wchodząc w skład komitatu orawskiego, z siedzibą w Dolnym Kubinie. Pod względem administracji powiatowej i sądownictwa należała do obwodu trzciańskiego, a kościelnej – do diecezji spiskiej.
Według węgierskiego spisu ludności w 1910 r. wieś miała 2634 mieszkańców, w tym Polaków 98,1%, Żydów 0,8%, Węgrów 0,3%, Niemców 0,04% (1 osoba) i innych narodowości 0,7%. Ludność była praktycznie jednolita wyznaniowo, katolicka. W 1913 r. jedynie 17 osób podało wyznanie mojżeszowe.
5 listopada 1918 r. wieś została przyłączona do Polski. 28 listopada 1918 r. Dekretem Tymczasowego Naczelnika Państwa Józefa Piłsudskiego, przyjętym przez rząd ludowy Jędrzeja Moraczewskiego zarządzone zostały tu wybory powszechne do Sejmu Ustawodawczego na dzień 26 stycznia 1919 r. Przynależność do Polski potwierdziło 31 grudnia 1918 r. polsko-czechosłowackie porozumienie zawarte w Chyżnem wyznaczające przebieg tymczasowej granicy wprost od Babiej Góry do Tatr. Jednakże 13 stycznia 1919 r. na skutek sfingowanego rozkazu naczelnego wodza Sił Sprzymierzonych gen. Ferdynanda Focha, Wojsko Polskie otrzymało nakaz wycofania się z tego terenu i w jego miejsce wkroczyło wojsko czechosłowackie. 27 września 1919 r. Rada Ambasadorów zapowiedziała przeprowadzenie tu plebiscytu, i wiosną 1920 r. teren plebiscytowy (całość Górnej Orawy) znalazł się pod kontrolą Międzysojuszniczej Komisji Rządzącej i Plebiscytowej, ale do plebiscytu nie doszło. Decyzją Rady Ambasadorów z 28 lipca 1920 r. część wsi powróciła w granice państwa polskiego, a druga, górna część Lipnicy została przyznana Czechosłowacji. Do Polski powróciła dopiero w 1924, na zasadzie wymiany terytoriów – Polska oddała wsie Głodówka (Hladovka) i Sucha Góra (Sucha Hora).
Od 21 listopada 1939 r. do początku 1945 była okupowana przez Słowację.
W latach 1954–1972 wieś należała i była siedzibą władz gromady Lipnica Wielka. W latach 1975–1998 miejscowość należała administracyjnie do województwa nowosądeckiego.

## Zabytki
Obiekt wpisany do rejestru zabytków nieruchomych województwa małopolskiego.
- Kościół pw. św. Łukasza wraz z cmentarzem.

## Kultura
We wsi jest używana gwara orawska, zaliczana przez polskich językoznawców jako gwara dialektu małopolskiego języka polskiego, przez słowackich zaś jako gwara przejściowa polsko-słowacka.
Funkcjonują tu zespoły regionalne Orawskie Dzieci, Nowa Orawa oraz Orawianie.

## Ludzie związani z Lipnicą Wielką (wg roku urodzenia)
- Piotr Borowy (1858–1932) – polski działacz ludowy i niepodległościowy, członek delegacji na konferencji pokojowej w Paryżu w 1919 r. (zm. w Lipnicy)
- ks. Józef Buroń (1890-1976) – polski duchowny katolicki, działacz niepodległościowy na Orawie (od 1918 r).
- Karol Wójciak (1892–1969) – rzeźbiarz ludowy z Lipnicy Wielkiej zwany „Heródkiem”
- Emil Mika (1896-1941) – polski działacz niepodległościowy na Orawie (od 1918), w 1920 r. współorganizator Tajnej Organizacji Wojskowej na Orawie i zastępca komendanta posterunku TOW w Namiestowie, pedagog, folklorysta, zwany „Orawskim Kolbergiem”, w 1920 r. twórca elektrowni wodnej w Lipnicy dostarczającej prąd do kościoła św. Łukasza Ewangelisty i do szkoły, w czasie II wojny komendant Tajnej Organizacji Wojskowej na Orawie, porucznik Związku Walki Zbrojnej, zajmował się łącznością radiową z dowództwem w Londynie, więzień KL Auschwitz[12][13].
- Józefa z Machayów Mikowa (1897–1942) – polska działaczka patriotyczna i społeczna, bojowniczka o polskość Orawy, zamordowana przez Niemców[14][15].
- Andrzej Jazowski (1913–1947) – pedagog, działacz ZHP, członek Tajnej Organizacji Wojskowej, podporucznik AK, zastrzelony przez funkcjonariuszy UB, artysta
- ks. Władysław Pilarczyk (1931–2015) – regionalista, animator społeczno-kulturalny: prezes Towarzystwa Przyjaciół Orawy (1992–2002), i Małopolskiego Związku Regionalnych Towarzystw Kultury (2002–2010), ofiarodawca bogatego księgozbioru Gminnej Bibliotece Publicznej w Lipnicy Wielkiej (2004), a jego kolekcja medali, dzieł sztuki, historycznych dokumentów oraz pamiątek regionalnych stała się w 2005 r. podstawą zbiorów izby regionalnej w Szkole Podstawowej w Kiczorach.
- Emil Kowalczyk (1941–2005) – lipnicki pedagog i poeta, przewodniczący rady gminy.
- Franciszek Adamczyk (ur. 1942 w Lipnicy) – poseł, senator, konsul generalny w Chicago, wójt.
- ks. Jan Pelczarski (ur. 1965 w Lipnicy) – generał oblatów św. Józefa (od 14 sierpnia 2018)[16].

## Turystyka
We wsi znajduje się wiele atrakcji turystycznych m.in. kościół św. Łukasza Ewangelisty, trzy dzwonnice loretańskie (w sołectwach: Murowanica, Skoczyki, Przywarówka), wieża widokowa na Marysinej Polanie, bacówka i liczne źródełka siarczkowe.

### Baza noclegowa
W Lipnicy Wielkiej znajduje się dom wycieczkowy Orawa, dom charytatywno–wypoczynkowy Górska Przystań oraz liczne pensjonaty i gospodarstwa agroturystyczne.